# Joan Oriol
Joan Oriol Gracia (* 5. November 1986 in Cambrils, Provinz Tarragona) ist ein spanischer Außenverteidiger.

## Biografie
Nachdem Oriol bei Pobla de Mafumet CF und CF Reus Deportiu zunächst nur in den unteren spanischen Ligen gespielt hatte, wechselte er zur Saison 2007/08 in die Segunda División B. Bei CF Gavà spielte er eine Saison und wurde dann vom FC Villarreal verpflichtet. Dort spielte er zunächst zwei Jahre in der zweiten Mannschaft, mit der er in der Saison 2008/09 sogar in die Segunda División aufstieg.
In der Primera División 2010/11 gehörte er der Profimannschaft an und spielte mit seinem Team in der UEFA Europa League.
Am 4. August 2014 wechselte Oriol zum englischen Zweitligisten FC Blackpool. Im Januar 2015 verpflichtete ihn der rumänische Erstligist Rapid Bukarest. Nach nur einer Halbserie in Bukarest wechselte er im Juli 2015 zum spanischen Zweitligisten RCD Mallorca, wo er einen Zweijahresvertrag erhielt.

## Sonstiges
Joan Oriol ist der Zwillingsbruder des Fußballers Edu Oriol, der ebenfalls bei Rapid Bukarest unter Vertrag steht.